# 馬鳴鑾
馬鳴鑾（1548年—1610年），字君禦，號鳳麓，四川成都府內江縣人，民籍，明朝政治人物。

## 生平
弱冠，由縣學生中式四川鄉試第十二名舉人，登萬曆二年（1574年）甲戌科會試第一百五十四名，第二甲第三十二名進士。初授工部都水司主事，进员外郎署郎中事，迁湖广佥事，历本省右参议，十一年（1583年）十月迁云南副使、备兵澜沧，十六年二月升湖广左参政，十八年十一月调任陕西参政，再迁按察使，备兵宁夏、河东，进右布政使，备兵河西，二十二年十一月拜都察院右佥都御史、巡抚郧阳提督六郡军务。二十七年以父忧去职，再起复宣府巡抚，六载满，三十四年八月进右副都御史，寻迁總督宣大、山西军务，三十七年九月考满，加右都御史、兵部右侍郎，三十八年卒于官。赠兵部尚书。

## 著作
所著奏議及《籌邊赤牘鳳麓稿總》若干卷。

## 家族
曾祖馬愷、祖馬升階，號宜泉，武陵知縣、父馬魯卿，進士；母劉氏；繼母高氏。重慶下，妻譚氏，弟鳴錄；鳴鎣；鳴衡；鳴金；鳴轂；鳴鑒；鳴鎏。